# Hyperoche mediterranea
Hyperoche mediterranea är en kräftdjursart som beskrevs av Senna 1908. Hyperoche mediterranea ingår i släktet Hyperoche och familjen Hyperiidae. Inga underarter finns listade i Catalogue of Life.